# Gare de Lunel
Gare de Lunel – stacja kolejowa w Lunel, w departamencie Hérault,  regionie Oksytania, we Francji.
Jest stacją Société nationale des chemins de fer français (SNCF), obsługiwaną przez pociągi TER Languedoc-Roussillon.